# 梅爾特·切廷
耶尔德勒姆·梅尔特·切廷（土耳其語：Yıldırım Mert Çetin；1997年1月1日—），土耳其足球運動員，司職中後衛，現時被意甲球會維羅納外借至土耳其足球超级联赛球會阿丹拿達米亞。

## 俱樂部生涯
意甲球隊羅馬在官網上正式宣佈，從土超球隊真格拿拜列治簽下中後衛切廷，轉會費為300萬歐元。
羅馬官方宣佈後衛切廷租借加盟維羅納效力至2021年6月30日，合同中包含了買斷條款。

## 外部連結
- Soccerway資料庫：梅爾特·切廷
- 梅爾特·切廷位于土耳其足协的网页
- Gençlerbirliği profile （页面存档备份，存于）